# St. Peter (Tapfheim)

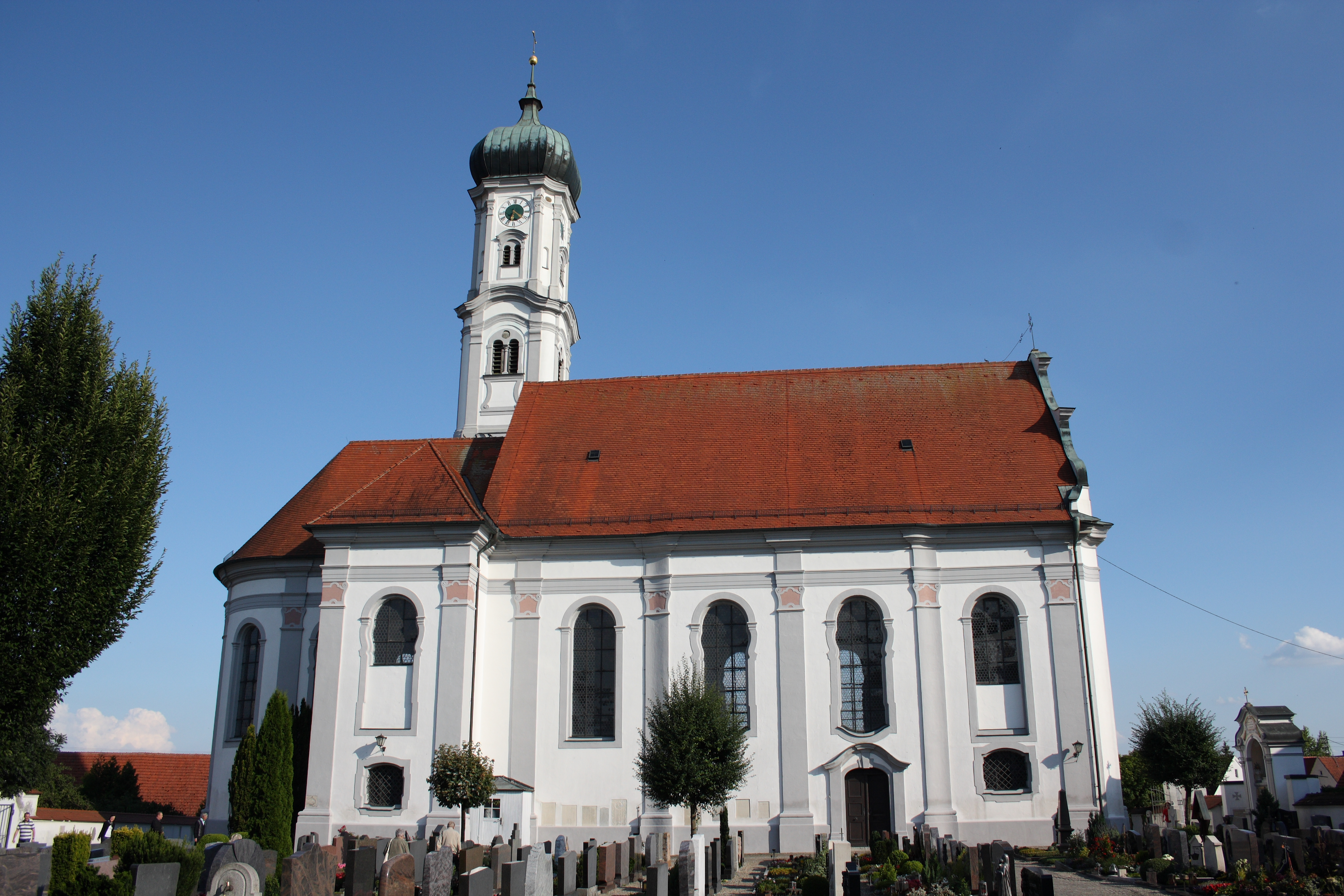
Pfarrkirche St. Peter in Tapfheim

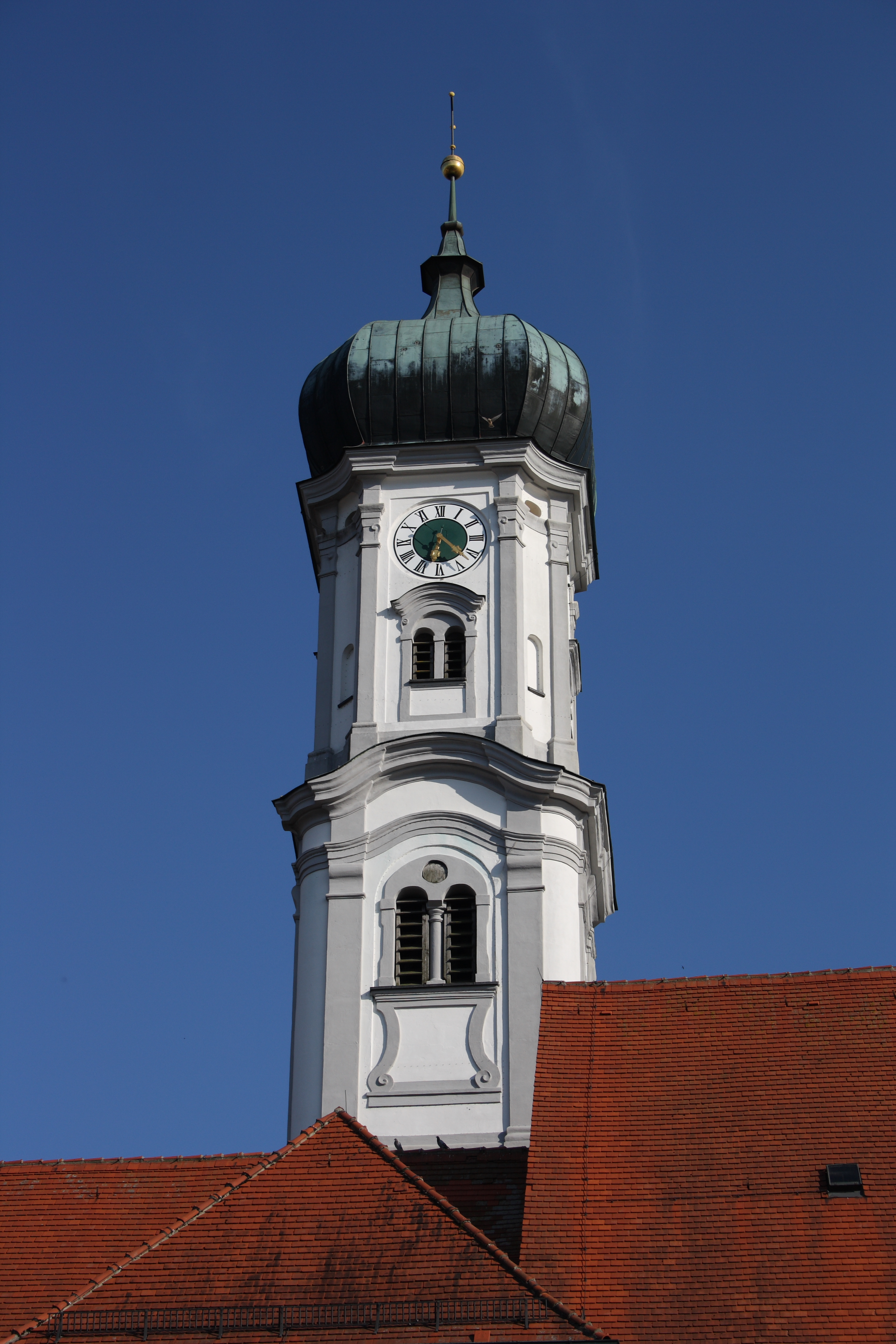
Kirchturm

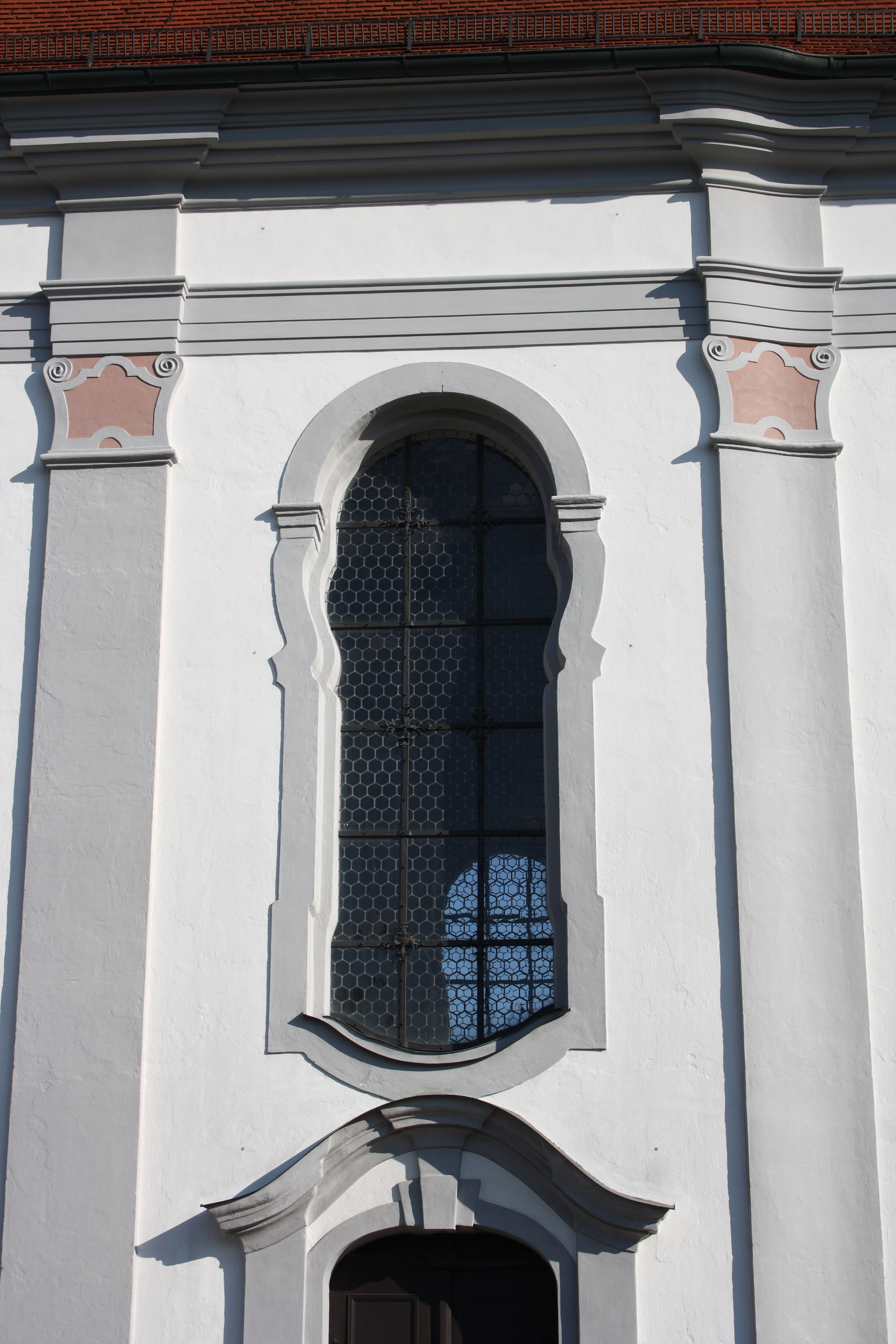
Südfassade, Pilaster mit Volutenkapitell

Die katholische Pfarrkirche St. Peter in Tapfheim, einer Gemeinde im Landkreis Donau-Ries im bayerischen Regierungsbezirk Schwaben, wurde in der Mitte des 18. Jahrhunderts im Stil des Rokoko errichtet. Der Stuckdekor, die Deckenfresken und die Ausstattung sind zum großen Teil aus der Erbauungszeit erhalten.

## Geschichte
Das Patrozinium des Apostels Petrus lässt auf eine alte Pfarrei schließen. Der Ort Tapfheim wurde 1067 zum ersten Mal in einer Schenkungsurkunde erwähnt. 1256 übertrug Herzog Ulrich von Kärnten dem Zisterzienserkloster Kaisheim, das 1241 erstmals Grundbesitz im Ort erhielt, das Patronatsrecht in Tapfheim. 1282 gestand Hartmann von Dillingen, Bischof von Augsburg, dem Kloster Kaisheim alle Einkünfte der Pfarrei zu. Wie aus dem Kaisheimer Urbar hervorgeht, verkaufte das Kloster im Jahr 1365 Felder, um die Erweiterung der Tapfheimer Kirche zu finanzieren. Dieser gotische Vorgängerbau ist auf einer Karte des Landgerichts Höchstett als kleine Kirche mit einem von einem Spitzhelm bekrönten Westturm eingezeichnet. Von 1553 bis 1616 war Tapfheim protestantisch.
Den Neubau der Kirche gab Cölestin I. Meermoos in Auftrag, der von 1739 bis 1771 Abt des Klosters Kaisheim war. An ihn erinnert ein Stein an der Sakristei der Tapfheimer Kirche mit der Inschrift C.A.Z.K 1747 (Cölestin Abt zu Kaisheim). Die Pläne stammten von Johann Georg Hitzelberger (1714–1792) aus Ziemetshausen, der beeinflusst von den Wessobrunner Baumeistern Dominikus Zimmermann und Joseph Schmuzer mit St. Peter in Tapfheim sein erstes großes Bauwerk schuf. Am 6. Juli 1749 erfolgte die Weihe der neuen Kirche durch Weihbischof Johann Jakob von Mayr.

## Architektur

### Außenbau
An der Südseite des Chores erhebt sich der weithin sichtbare, in drei Stufen sich verjüngende Turm, der von einer vierseitigen Zwiebelhaube bekrönt wird. Die vier unteren Geschosse werden von breiten Eckpilastern flankiert und einem weit überstehenden Gesims von den anschließenden Etagen abgegrenzt. Der Übergang zum obersten Stockwerk wird durch ein segmentbogiges Gesims hervorgehoben. Die Ecken der fünften und sechsten Etage sind konvex, die der letzten Etage konkav abgerundet. Die beiden oberen Geschosse sind auf allen vier Seiten von gekoppelten Klangarkaden durchbrochen.
Die Außenfassade der Kirche ist durch große Rundbogenfenster und glatte Pilaster gegliedert, die an der Nord- und Südseite mit Volutenkapitellen verziert sind. Unter dem Dachansatz verläuft ein reich profiliertes, an den Pilastern verkröpftes Traufgesims. Die Westfassade wird durch zwei deutlich vorstehende Gesimse gegliedert und von einem mit einem Segmentbogen bekrönten Volutengiebel abgeschlossen. Das untere Gesims ist in der Mitte durchbrochen, das obere gerundet.

### Innenraum

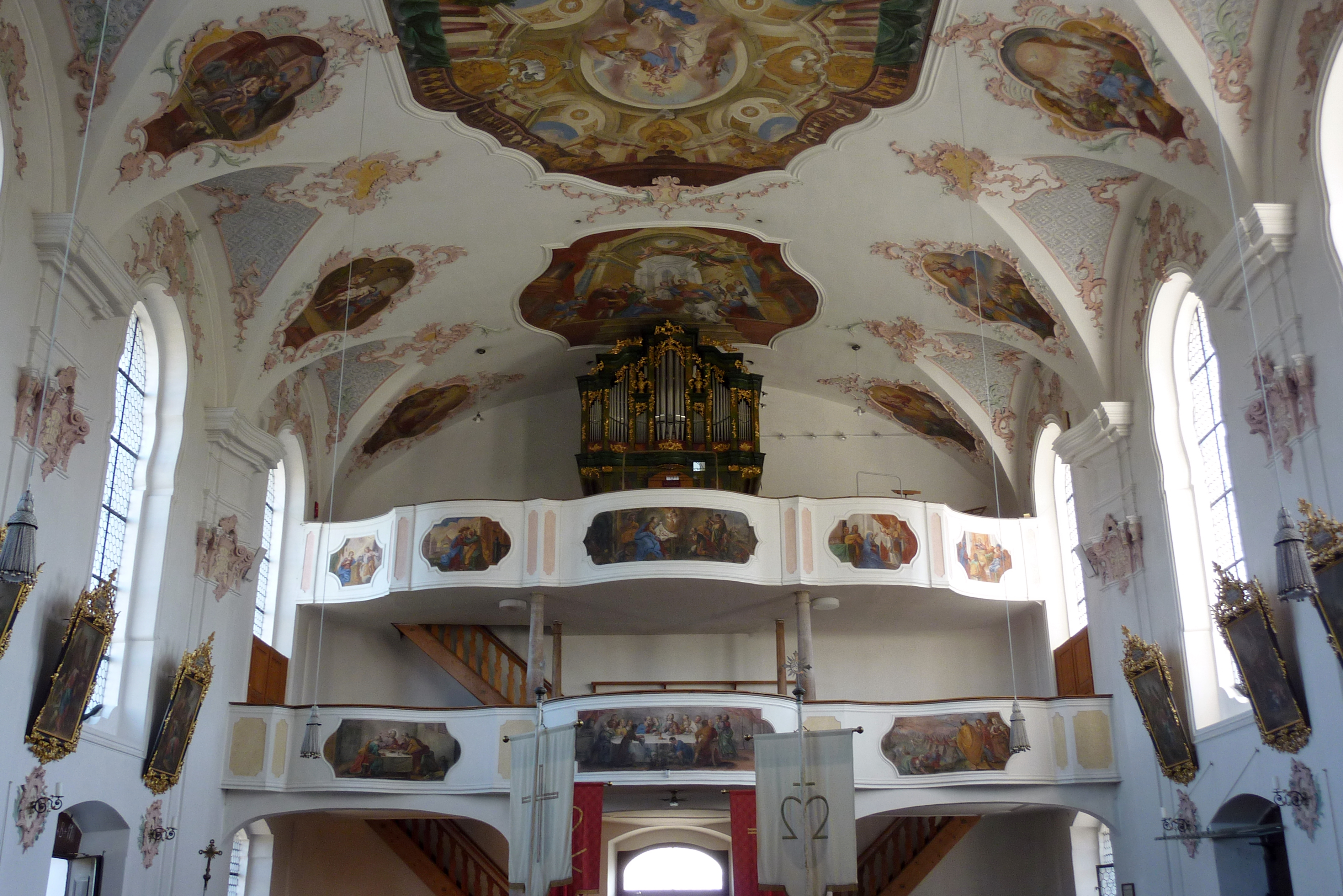
Langhaus mit Doppelempore

Der Innenraum ist einschiffig und in vier Achsen gegliedert. Das Langhaus wird von einer Korbbogentonne mit Stichkappen gedeckt. Nord- und Südwand weisen in der Mitte eine leichte Ausbuchtung nach außen auf, die den Raumeindruck eines barocken Zentralbaus vortäuschen soll. Die Wände von Chor und Langhaus gliedern gebündelte Pilaster mit Phantasiekapitellen und darüberliegendem Gebälk und Gesims.
Die östlichen Langhausecken sind abgerundet. Ein korbbogiger Chorbogen führt zum eingezogenen, um zwei Stufen erhöhten Chorquadrat, das eine runde Flachkuppel auf Hängezwickeln überwölbt. Es wird im Norden von der Sakristei, im Süden vom Turm begrenzt. Im Osten schließt sich, um eine weitere Stufe erhöht, die halbrund geschlossene Apsis mit Halbkuppel und Stichkappen an. Zu beiden Seiten des Chores öffnen sich Oratorienlogen.
Den westlichen Abschluss bildet eine auf Holzsäulen aufliegende Doppelempore mit geschweiften Brüstungen. Auf der oberen Empore ist die Orgel untergebracht.

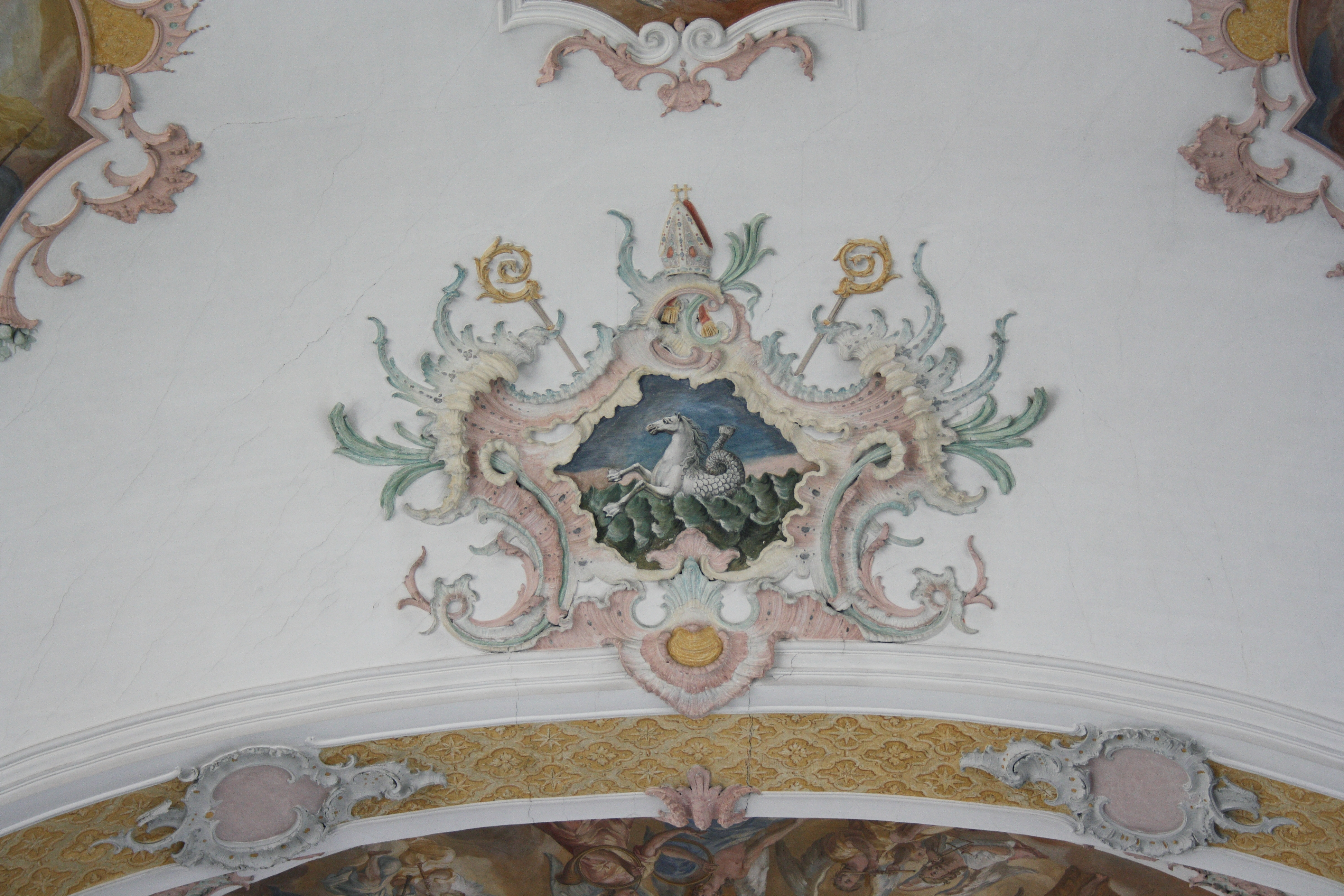
Stuckkartusche mit dem Wappen von Cölestin I. Meermoos

## Stuck
Der Stuckdekor aus Blatt- und Gitterwerk, Akanthusranken und Muschelwerkkartuschen, die die Deckenbilder umrahmen, geht größtenteils auf die Erbauungszeit zurück. In den Stichkappen des Chores und des Langhauses sowie an den Umrahmungen der Apostelkreuze wurde er bei der Restaurierung 1908/09 ergänzt. In Stuckkartuschen am Chorbogen ist das Wappen des Abtes Cölestin I. Meermoos, des Auftraggebers der Kirche, und seitlich die des Klosters Kaisheim und des Zisterzienserordens angebracht.

## Deckenbilder

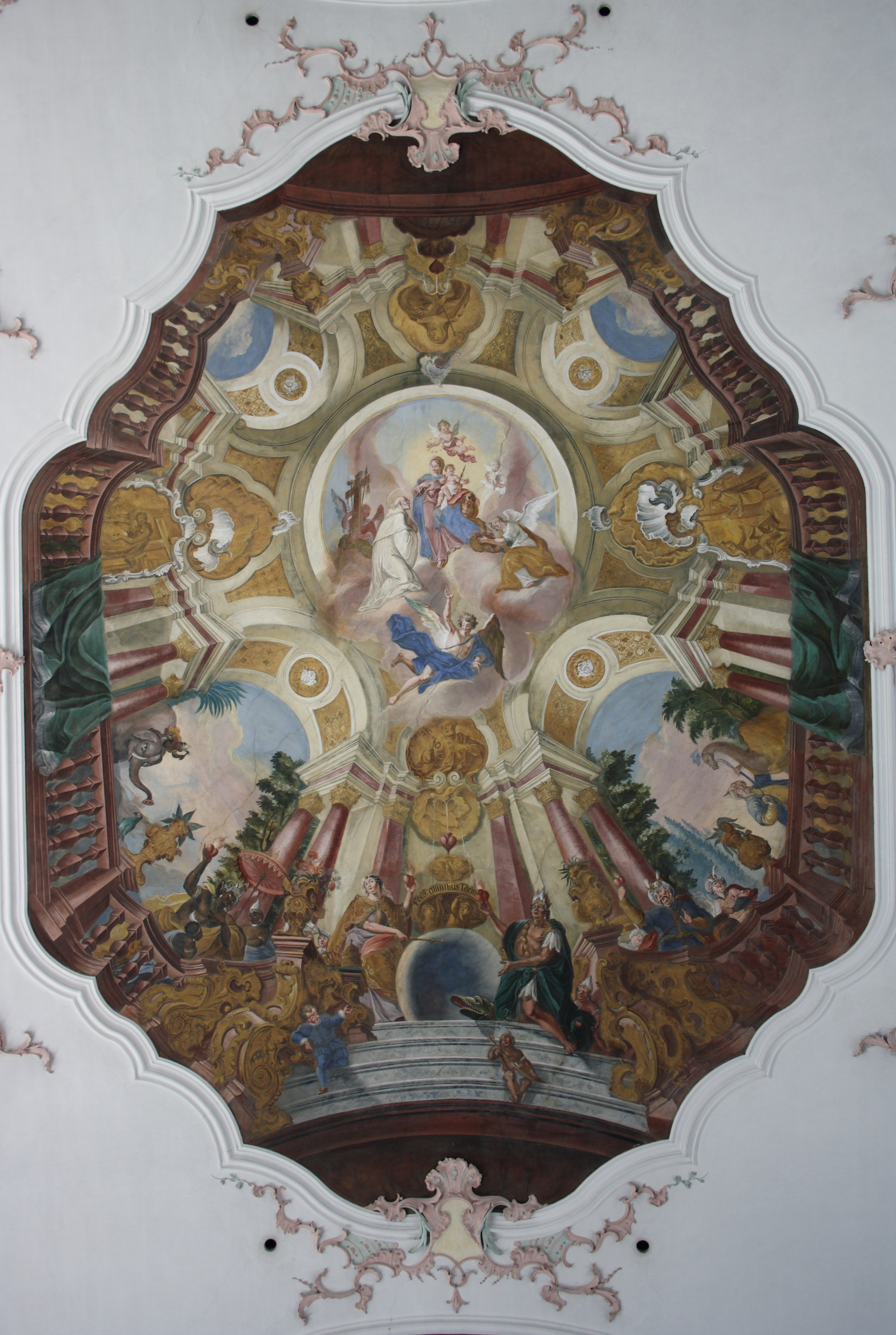
Großes Langhausfresko

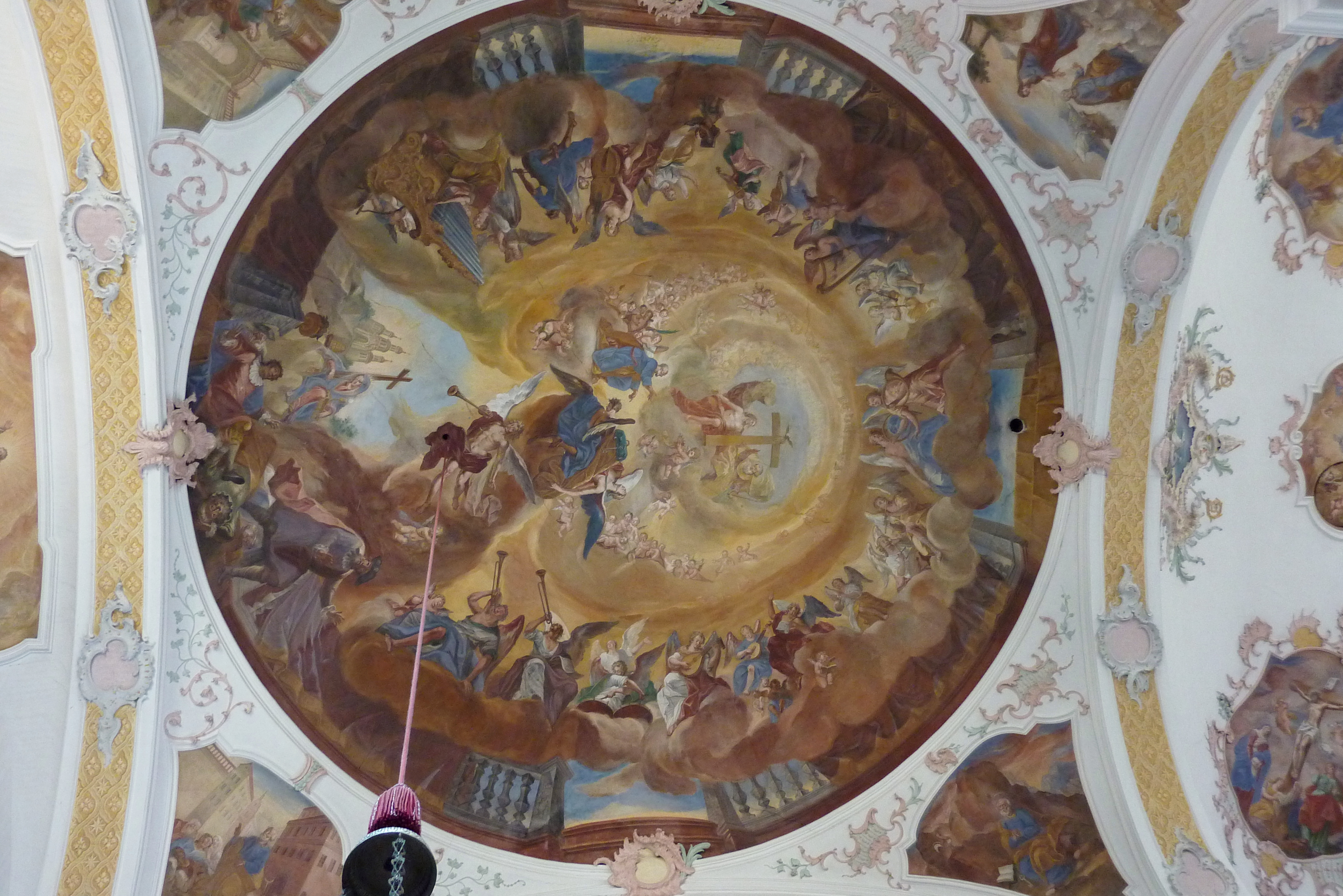
Deckenfresko des Chores

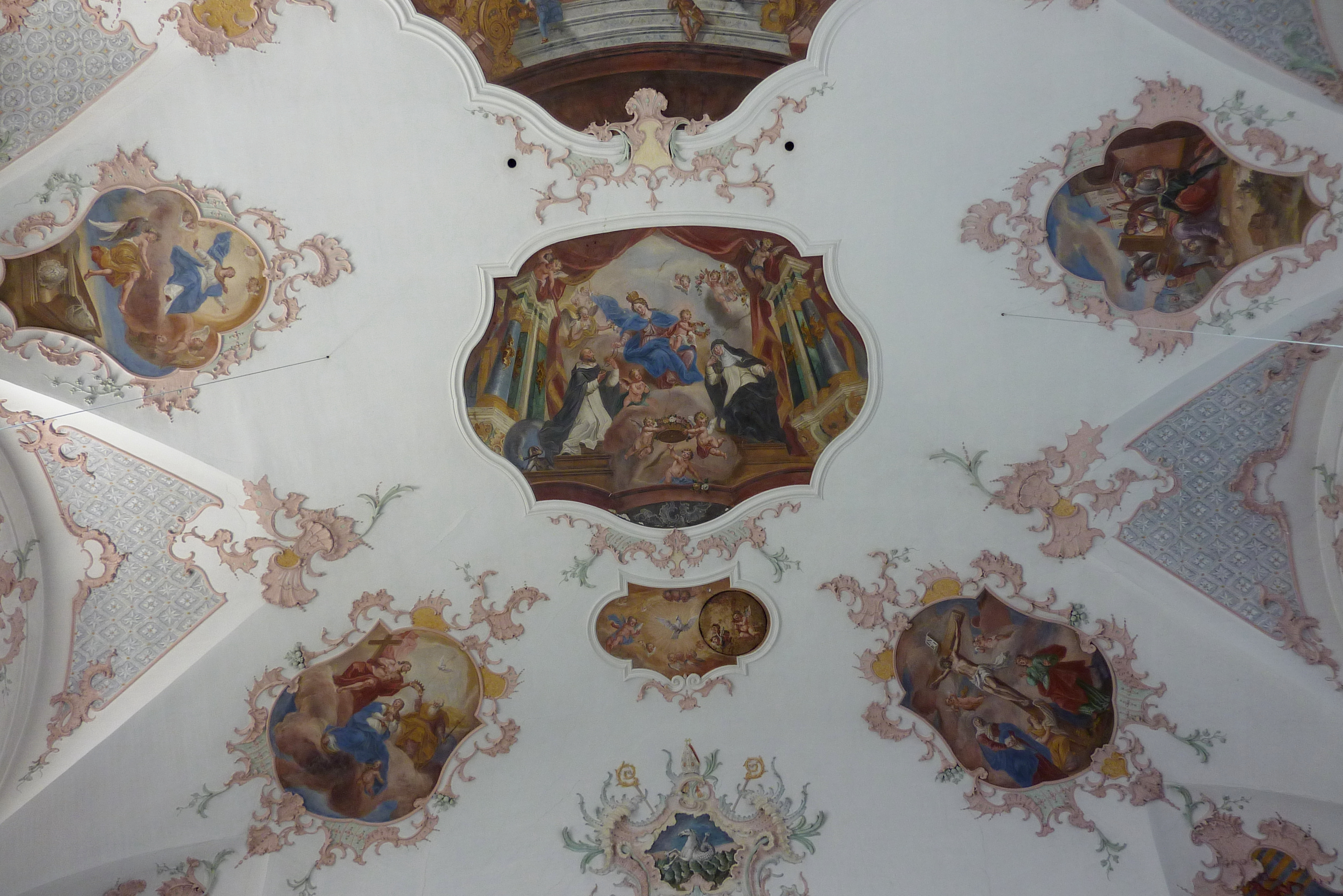
Kleines Langhausfresko

Die Deckenfresken wurden von Anton Enderle (1700–1761) aus Günzburg ausgeführt, dem Onkel und Lehrmeister von Johann Baptist Enderle (1725–1798).
Das Deckenbild der Apsis stellt die Verklärung Jesu auf dem Berg Tabor mit Jüngern und Propheten dar. Die Fresken des Chorquadrats sind dem Schutzpatron der Kirche, dem Apostel Petrus, gewidmet und der Einsetzung des Papsttums. Auf dem Deckenbild des Chores schwebt im oberen Bereich die Dreifaltigkeit – Jesus mit dem Kreuz, daneben Gottvater, über dem Kreuz eine Taube – in der Mitte links kniet Petrus, im Zentrum des Freskos ist ein überdimensionierter Schlüssel dargestellt. Die Aussage des Bildes steht in der Auseinandersetzung mit der Reformation, deren Anhänger den Führungsanspruch des Papstes ablehnten und die im unteren Bildrand verjagt werden. Die kleineren Bilder in den Zwickeln schildern Episoden aus dem Leben des Apostels wie die Heilung eines Lahmen, sein Wandeln auf dem Wasser, die Heilung eines Kranken und die Verleugnung Jesu.
Das Hauptbild des Langhauses trägt die Signatur „Ant: Enderle pinx:“. Thema des Bildes ist die Marienverehrung in allen vier Erdteilen, die als Personifikationen am unteren Bildrand vertreten sind. Zentrale Darstellung ist die Lactatio des heiligen Bernhard, der aus der Brust Mariens einen Milchstrahl empfängt. Die Szene ist von einer monumentalen Scheinarchitektur umgeben. Das kleinere Langhausfresko erinnert an die seit 1676 in Tapfheim bestehende Rosenkranzbruderschaft und stellt Maria dar, die dem heiligen Dominikus den Rosenkranz überreicht. Zu Füßen des Heiligen ist sein Attribut abgebildet, ein Hund mit einer brennenden Fackel im Maul. Auf der rechten Bildhälfte überreicht das Jesuskind der heiligen Katharina einen Blütenkranz. Auf den südlichen Zwickeln der Langhausdecke werden die schmerzhaften Geheimnisse des Rosenkranzes (Jesus am Ölberg, Geißelung, Dornenkrönung, Kreuztragung und Kreuzigung) und an der Nordseite die Geheimnisse des glorreichen Rosenkranzes (Auferstehung, Himmelfahrt und Krönung Mariens) dargestellt.
Das Deckenbild über der Empore schildert die Taufe der blind geborenen Ottilie durch den Bischof Erhard von Regensburg.

## Bilder der Emporenbrüstung

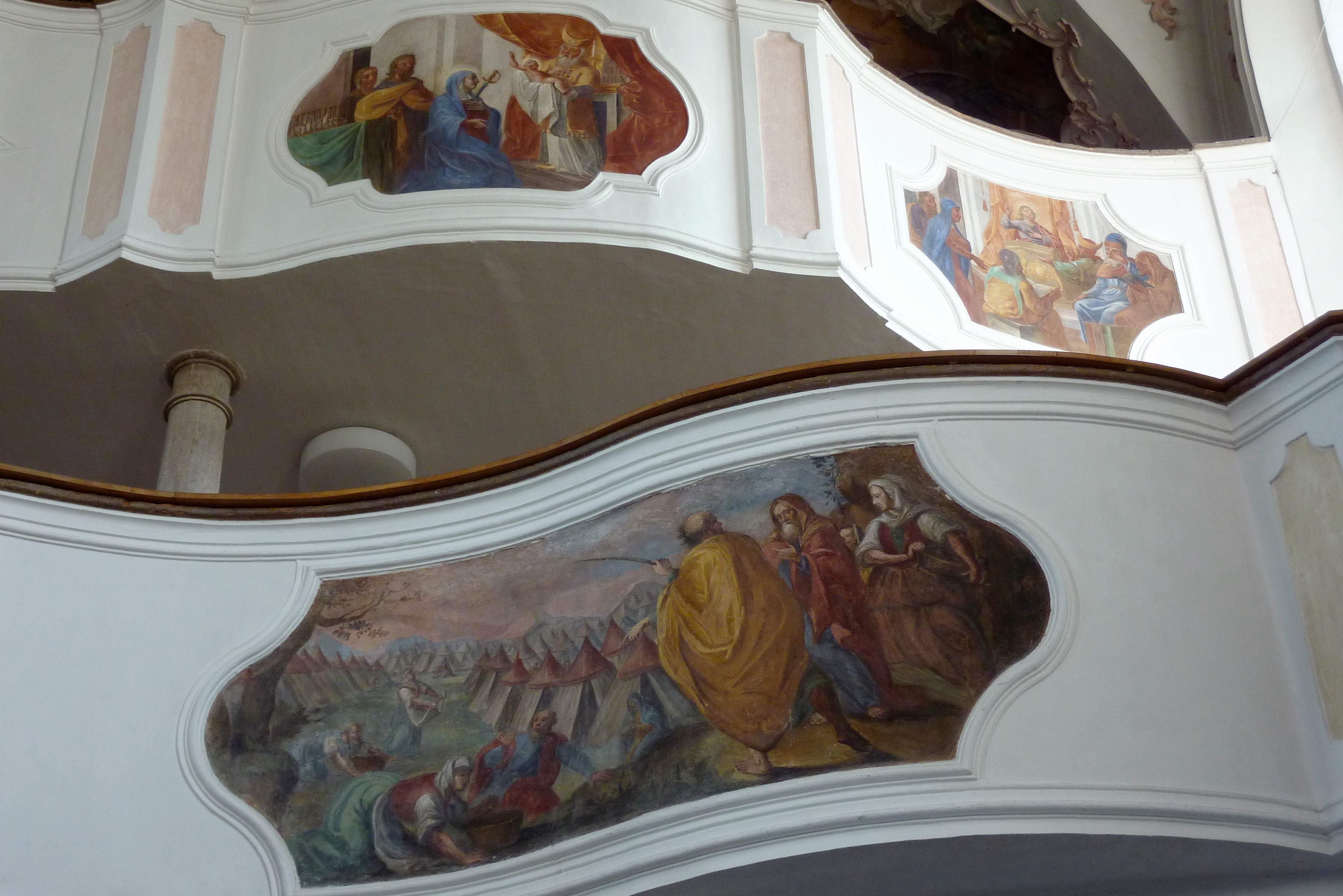
Emporenbrüstung

Auf dem mittleren Bild der unteren Brüstung ist das Letzte Abendmahl dargestellt. Das linke Bild zeigt die Emmausjünger, das rechte Bild das Mannawunder und die Speisung der Israeliten. Auf der oberen Brüstung sind links die Verkündigung und die Heimsuchung Mariens dargestellt, in der Mitte die Geburt Christi und auf der rechten Seite die Präsentation im Tempel und der zwölfjährige Jesus unter den Schriftgelehrten.

## Ausstattung
- Die Kanzel, die drei Altäre und die dreiteiligen Beichtstühle stammen aus der Augsburger Werkstatt der Brüder Ignatz Verhelst (1726–1792) und Placidus Verhelst (1727–1778) und wurden um 1760 in der Kirche aufgestellt. Die Seitenaltarbilder hat vermutlich Gottfried Bernhard Göz geschaffen.[2]
- Die 14 Kreuzwegbilder wurden 1764 von dem in Lauingen ansässigen Maler Johann Anwander ausgeführt.

## Orgel

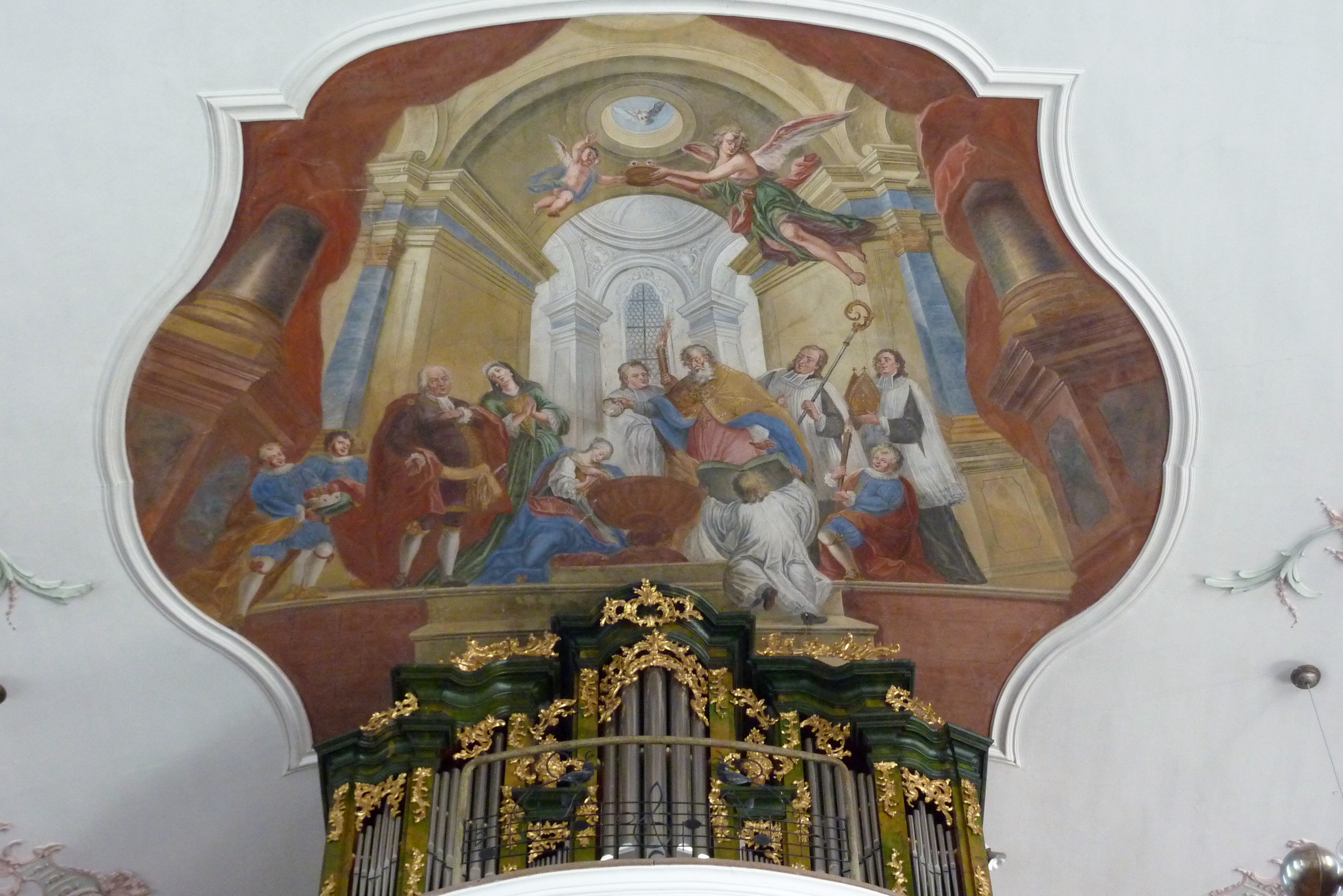
Orgel und Deckenbild

Die Orgel wurde 1982 von der Firma Sandtner in ein vorhandenes Rokoko-Orgelgehäuse aus dem 18. Jahrhundert eingebaut. Das Schleifladen-Instrument hat 19 Register auf zwei Manualen und Pedal. Die Spiel- und Registertrakturen sind mechanisch.
| I Hauptwerk C–g3 |       |  |
| Principal        | 8′    |  |
| Spitzflöte       | 8′    |  |
| Gamba            | 8′    |  |
| Octav            | 4′    |  |
| Holzflöte        | 4′    |  |
| Nasard           | 2 ⁄3′ |  |
| Feldpfeife       | 2′    |  |
| Mixtur V         | 1 ⁄3′ |  |

| II Nebenwerk C–g3 |       |  |
| Holzgedeckt       | 8′    |  |
| Rohrflöte         | 4′    |  |
| Principal         | 2′    |  |
| Larigot           | 1 ⁄3′ |  |
| Sesquialtera II   | 2 ⁄3′ |  |
| Cymbel III        | 1⁄2′  |  |
| Krummhorn         | 8′    |  |

| Pedal C–f1    |       |  |
| Subbaß        | 16′   |  |
| Holzprincipal | 8′    |  |
| Piffaro II    | 4′+2′ |  |
| Fagott        | 16′   |  |

- Koppeln: II/I, I/P, II/P